# Championnats du monde de pétanque
Les Championnats du monde de pétanque sont une compétition internationale de pétanque, d'abord annuelle puis biennale, organisée par la Fédération internationale de pétanque et de jeu provençal (FIPJP). La première édition eut lieu en 1959 à Spa (Belgique). La France domine la discipline. Elle totalise 27 championnats du monde gagnés, 53 places sur le podium des seniors, 43 championnats du monde gagnés et 86 places sur le podium toutes épreuves confondues (seniors masculines, seniors féminines, juniors et tir de précision). La France totalise 12 participations en tant que pays hôte et 61 podiums sur 138.

## Histoire

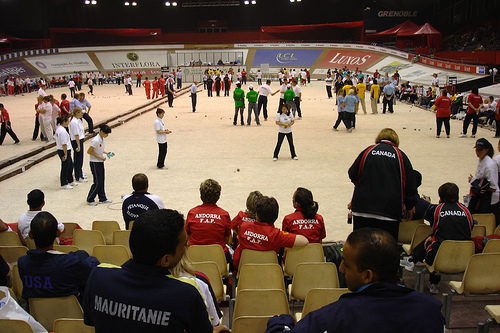

Les Championnats du monde de pétanque 2012 se sont déroulés à Marseille du 4 au 7 octobre 2012.
L'édition 2014 était initialement prévue à Tahiti, fin novembre 2014. Par crainte de l'importation du virus Ebola lors de l'épidémie en Afrique de l'Ouest durant cette période, elle a été annulée. Le président de la fédération internationale annonce que seuls deux candidatures sont retenues pour l'édition 2016 : celle de Tahiti et celle du Tchad. En avril de la même année, elle annonce que c'est finalement la Polynésie, jugée plus sûre, qui est retenue. Finalement, c'est le site d'Antananarivo à Madagascar qui se voit attribuer l'organisation de l'édition 2016. Pour la deuxième fois de son histoire, Madagascar remporte le concours de triplette.

## Palmarès
Les Championnats du monde de pétanque ont été disputés 48 fois en Seniors, 17 fois en catégorie Jeunes et 17 fois en catégorie Féminines depuis le début à Spa (Belgique) en 1959. La France, présentant plusieurs équipes, contrairement aux autres pays, a gagné 54 fois avec 114 médailles (toutes catégories confondues). Les Championnats du monde de tir de précision se disputent depuis 2000, le tête à tête depuis 2015, les doublettes et la doublette mixte depuis 2017.
À noter qu'au championnat du monde de 1977, la France remplit le podium avec ses 3 équipes en compétition avec respectivement sur le podium la première équipe de France, suivi de la deuxième et de la troisième (à voir sur le tableau ci-dessous). Les autres pays n'en présentant qu'une seule.

### Seniors masculines

#### Triplettes
| Édition | Année | Lieu                           | Or                                                                                              | Argent | Bronze |
| ------- | ----- | ------------------------------ | ----------------------------------------------------------------------------------------------- | --- | --- |
| 1re     | 1959  | Spa, Belgique                  | France Fernand Maraval - Marcel Marcou - François De Souza                                      | Tunisie Ayadi - Charad - Perchichi                                                                                          | France 3 ? - ? |
| 2e      | 1961  | Cannes, France                 | France Fernand Maraval - Marcel Marcou - François De Souza                                      | Espagne Macario Navarro - Antonio Fernandez - Francisco Arribas                                                             | France ? - ? |
| 3e      | 1963  | Casablanca, Maroc              | France Fernand Maraval - Marcel Marcou - François De Souza                                      | Maroc Jilali Mathani - Cyr Pacifico - Tony Sanchez                                                                          | Maroc 2 Mahmoud Archane - Kouider Essaddik - Jean-Pierre Berthet |
| 4e      | 1964  | Genève, Suisse                 | Algérie Boualem Ghorab - Ahmed Sennia - Ahmed Farah                                             | Maroc Kouider - Longo - Haller                                                                                              | Suisse Dehuaz - Lello - Marro |
| 5e      | 1965  | Madrid, Espagne                | Suisse Jo Ferraud - Christian Theiler - Maurice Evequoz                                         | Espagne José Giner - Macario Navarro - Antonio Sanchez                                                                      | France François Melis - Jean Paon - Marcel Sarnito |
| 6e      | 1966  | Palma de Mallorca, Espagne     | Suisse Jo Ferraud - Christian Theiler - Maurice Evequoz                                         | Monaco Belonne - Michel - Nigioni                                                                                           | Espagne Juan Cardenal - Bernardo Cardenal - Agustin Del Pino |
| 7e      | 1971  | Nice, France                   | Espagne Juan Cardenal - Agustin Del Pino - Miguel Garcia                                        | Belgique Michèle Decerf-Peelen - Claude Peelen - Bruno Somacal                                                              | France Jean Paon - Robert Lebeau - Tiburce Mattei |
| 8e      | 1972  | Genève, Suisse                 | France Robert Lebeau - Tiburce Mattei - Jean Paon                                               | Tunisie Mohamed Ferjani - Becchiz Dormek - Ben-Amida Maatallah                                                              | France 2 Robert Méléro - Etienne Musso - Iréné Merentier |
| 9e      | 1973  | Casablanca, Maroc              | Suisse Daniel Baldo - Pierre Haraz - Michel Vuignier                                            | France Jean-Claude Catusse - René Sénezergues - Christian Lafon                                                             | Maroc M'Barek Anzit - Gérard Pariset - Georges Simoes |
| 10e     | 1974  | Alicante, Espagne              | France José Garcia - Jean Kokoyan - René Morales                                                | Monaco Jean-Marie Cornutello - Cornutello - Enza                                                                            | Belgique P. Panagiotou - W. Pecriaux - A. Vassart |
| 11e     | 1975  | Québec, Québec                 | Italie Mario Caroli - Salvatore Pau - Giovanni Serando                                          | France 2 José Garcia - René Morales - Jean Kokoyan                                                                          | France Marcel Caleca - Tony Caleca - Jean-Pierre Fritsch |
| 12e     | 1976  | Monaco, Monaco                 | France Claude Calenzo - René Lucchesi - Serge Rouvière                                          | Monaco Jean-Marie Cornutello - Cornutello - Bernard Bandoli                                                                 | Tunisie Mohamed Ferjani - Ouelbani - Taquez |
| 13e     | 1977  | Luxembourg, Luxembourg         | France Claude Calenzo - René Lucchesi - Serge Rouvière                                          | France 2 Gérard Naudo - Jean Naudo - François Gouges                                                                        | France 3 Ange Arcalao - Raymond Frescura - Elie Tini |
| 14e     | 1978  | Mons, Belgique                 | Italie Franco Ferro - Antonio Napolitano - Giovanni Serando                                     | Monaco Raymond Clapier - R. Martine - A. Menghini                                                                           | France Jean Paon - Robert Lebeau - Tiburce Mattei |
| 15e     | 1979  | Southampton, Royaume-Uni       | Italie Franco Ferro - Antonio Napolitano - Giovanni Serando                                     | Monaco Bernard Bandoli - Jean-Marie Cornutello - J-M. Sobrero                                                               | France Claude Calenzo - René Lucchesi - Serge Rouvière |
| 16e     | 1980  | Nevers, France                 | Suisse Jean Camelique - Eric Franzin - Antoine Savio                                            | Espagne Fernando Ortiz - Ernesto Jerraz - Eleucino Lopez                                                                    | Italie Luigi Casagrande - Zanelli - Riciotti Sacco |
| 17e     | 1981  | Gand, Belgique                 | Belgique Christian Berg - Alain Hemon - Christian Hemon                                         | Tunisie 2 Hedy Jabeur - Ben-Amida Maatallah - Allala Jendoubi                                                               | Tunisie Kaddour - Mohamed Ferjani - Lakili |
| 18e     | 1982  | Genève, Suisse                 | Monaco Bernard Bandoli - Raymond Clapier - Jean-Marie Cornutello                                | Madagascar Semplice Andrianomentsoa - Anicet Andriamalala - Bien-Aimé Clément Andriamalala                                  | Suisse Afro Colombani - Pierre Heritier - Roland Nicolet |
| 19e     | 1983  | Tunis, Tunisie                 | Tunisie Mohamed Ferjani - Hedy Jabeur - Ben-Amida Maatallah                                     | Belgique Gérard Lefontan - Patrick Mertens - Guy Simon                                                                      | Espagne Antonio Castellanos - Francisco Roig - Juan-Antonio Roig |
| 20e     | 1984  | Rotterdam, Pays-Bas            | Maroc Hafid Alaoui - Abdelkader Kouider - Ahmed Safri                                           | Algérie Abdellak Boufkeda - Malik Kerdjou - Karim Sennia                                                                    | France 2 Daniel Dejean - Jean-Michel Ferrand - Jean-Claude Lagarde |
| 21e     | 1985  | Casablanca, Maroc              | France Alain Bideau - Didier Choupay - Patrick Lopeze                                           | Monaco Raymond Clapier - Raphaël Di Siervi - Ernest Gazzo                                                                   | Italie Luigi Casagrande - Riciotti Sacco - Amélio Zunino |
| 22e     | 1986  | Épinal, France                 | Tunisie Allala Jendoubi - Abderraouf Lakili - Tharek Lakili                                     | Maroc 2 Hafid Alaoui - Aziz Hammouchen - Ahmed Safri                                                                        | Algérie Brahim Boukemiche - Mourah Fetis - Karim Sennia |
| 23e     | 1987  | Boumerdes, Algérie             | Maroc Hafid Alaoui - Aziz Hammouchen - Ahmed Safri                                              | Maroc 2 Abdellatif Laouja - Mohamed El Ouadi - Amal Moufid                                                                  | Tunisie Amar Bedjaoui - Mohamed Ferdjani - Fethi Ouechtati |
| 24e     | 1988  | Gênes, Italie                  | France 2 Didier Choupay - Christian Fazzino - Daniel Voisin                                     | Maroc Hafid Alaoui - Ahmed Safri - Amal Moufid                                                                              | France Serge Lapietra - René Lucchesi - Jean-Marc Foyot |
| 25e     | 1989  | Pineda de Mar, Espagne         | France 3 Didier Choupay - Christian Fazzino - Daniel Voisin                                     | Maroc 2 Hafid Alaoui - Mohamed El Ouadi - Abdellatif Laouija                                                                | Espagne Francisco Asensi - Agustín Hernandez - Meshas Fetha |
| 26e     | 1990  | Monaco                         | Maroc Hafid Alaoui - Abdelattif Laouija - Amal Moufid                                           | France Roger Marco - Roger Marigot - Georges Simoes                                                                         | France 2 Patrick Milcos - Jean-Pierre Watiez - Philippe Quintais |
| 27e     | 1991  | Escaldes-Engordany, Andorre    | France 2 Philippe Quintais - Michel Schatz - Georges Simoes                                     | Thaïlande 2 Narong Kanjanakij - Amnat Sukkavatana - Thanee Noppalai                                                         | France Daniel Voisin - Christian Fazzino - Didier Choupay |
| 28e     | 1992  | Aoste, Italie                  | France Christian Fazzino - Jean-Marc Foyot - Daniel Monard                                      | France 3 Michel Schatz - Georges Simoes - Philippe Quintais                                                                 | Belgique 2 Michel Van Campenhout - Alain Van Caeneghem - Charles Weibel                                                                                                 |
| 29e     | 1993  | Chiang Mai, Thaïlande          | France Philippe Quintais - Michel Schatz - Georges Simoes                                       | France 2 David Le Dantec - Michel Briand - Michel Loy                                                                       | Algérie 2 Mohamed Belabib - Rachid Fekir - Ahmed Zeboudi |
| 30e     | 1994  | Clermont-Ferrand, France       | France Alain Bideau - Didier Choupay - Michel Loy                                               | Belgique Joël Marchandise - Michel Van Campenhout - Charles Weibel                                                          | France 2 Michel Briand - Christian Fazzino - Jean-Marc Foyot |
| 31e     | 1995  | Bruxelles, Belgique            | France 2 David Le Dantec - Philippe Quintais - Philippe Suchaud                                 | France Christian Fazzino - Michel Schatz - Jean-Marc Foyot                                                                  | Maroc Hafid Alaoui - Amal Moufid - Ahmed Essafri |
| 32e     | 1996  | Essen, Allemagne               | France 3 David Le Dantec - Philippe Quintais - Philippe Suchaud                                 | Tunisie Mohammed Ferjani - Khaled Lakhal - Amar Tayachi                                                                     | France 2 Michel Briand - Michel Schatz - Jean-Marc Foyot |
| 33e     | 1997  | Montpellier, France            | Tunisie Abderraouf Lakili - Tarek Lakili - Khaled Lakhal                                        | France 2 Michel Briand - Pascal Milei - Zvonko Radnic                                                                       | France 3 Michel Loy - Philippe Quintais - Philippe Suchaud |
| 34e     | 1998  | Maspalomas, Espagne            | France Michel Briand - Didier Choupay - Christian Fazzino - Philippe Quintais                   | Maroc Sad Adjani - Hafid Alaoui - Youssef Saissi - Youssef Seghir                                                           | Belgique Jean-Francois Hémon - André Lozano - Michel Van Campenhout - Charles Weibel                                                                                    |
| 35e     | 1999  | La Réunion, France             | Madagascar Christian Andriantseheno - Kalias Oukabay - Jean-Jacky Randrianandrasana             | Belgique André Lozano - Michel Van Campenhout - William Vanderbiest - Charles Weibel                                        | France David Le Dantec - Damien Hureau - Michel Loy - Philippe Suchaud                                                                                                  |
| 36e     | 2000  | São Brás de Alportel, Portugal | Belgique Jean-François Hemon - André Lozano - Michel Vancampenhout - Charles Weibel             | Tunisie Tarek Lakili - Khaled Lakhal - Lassâad El May                                                                       | France Philippe Quintais - Jean-Marc Foyot - Jean-Luc Robert - Philippe Suchaud                                                                                         |
| 37e     | 2001  | Monaco                         | France Henri Lacroix - Philippe Quintais - Éric Sirot - Philippe Suchaud                        | Tunisie Tarek Lakili - Khaled Lakhal - Mohamed Ferjani - K. Kahla                                                           | Belgique 2 Jean-Francois Hémon - André Lozano - Michel Van Campenhout - Charles Weibel                                                                                  |
| 38e     | 2002  | Grenoble, France               | France Henri Lacroix - Philippe Quintais - Éric Sirot - Philippe Suchaud                        | Maroc Hafid Alaoui - Ouadi Elchmi - Rachid Habchi - Youssef Saissi                                                          | Thaïlande Thaloengkiat Phusa-Ad - Niklum Vinai - Tasuti Yunki |
| 39e     | 2003  | Genève, Suisse                 | France 2 Henri Lacroix - Philippe Quintais - Éric Sirot - Philippe Suchaud                      | France Damien Hureau - Bruno Le Boursicaud - Michel Loy - Bruno Rocher                                                      | Belgique Serge Podor - Fabrice Uytheroeven - Michel Van Campenhout - Charles Weibel                                                                                     |
| 40e     | 2004  | Grenoble, France               | France Damien Hureau - Bruno Le Boursicaud - Michel Loy - Bruno Rocher                          | Belgique Jean-Francois Hémon - Serge Podor - Michel Van Campenhout - Charles Weibel                                         | Cambodge Heng Tha - Chan Mean Sok - Sophom Yim - et France 2 Henri Lacroix - Philippe Quintais - Éric Sirot - Philippe Suchaud                                          |
| 41e     | 2005  | Bruxelles, Belgique            | France Simon Cortes - Henri Lacroix - Julien Lamour - Philippe Suchaud                          | Belgique Jean-Francois Hémon - André Lozano - Michel Van Campenhout - Charles Weibel                                        | France 2 Damien Hureau - Bruno Le Boursicaud - Michel Loy - Bruno Rocher et Thaïlande Thaloengkiat Phusa-Ad - Pakin Phukram - Ratana Siripong - Wanta Weerapong         |
| 42e     | 2006  | Grenoble, France               | France Sylvain Dubreuil - Didier Chagneau - Michel Loy - Pascal Milei                           | Tunisie Sami Atallah - Nabil El Bey - Khaled Lakhal - Mohamed Ferjani                                                       | Italie Maurizio Biancotto - Fabio Dutto - Gianni Laigueglia - Simon Salto et Thaïlande Thaloengkiat Phusa-Ad - Suksan Piachan - Yindeesab Somyos - Niklum Vinai         |
| 43e     | 2007  | Pattaya, Thaïlande             | France Thierry Grandet - Henri Lacroix - Bruno Le Boursicaud - Philippe Suchaud                 | Madagascar Patrick Maminirina - Mamod Jacky Dinmamod - Carlos Rakotoarivelo - Christian Andrianiaina                        | Italie Ancotto - Luca Zocco - Fabio Dutto - Mariano Occelli et Tunisie Med Nizar - Sami Atallah - Tharek Lakili - Khaled Lakhal                                         |
| 44e     | 2008  | Dakar, Sénégal                 | France 2 Thierry Grandet - Henri Lacroix - Bruno Le Boursicaud - Philippe Suchaud               | Thaïlande Pakin Phuram - Thaloengkiat Phusa-Ad - Suksan Piachan - Sarawut Sriboonpeng                                       | France Pascal Milei - Philippe Suchaud - Stéphane Robineau - Zvonko Radnic et Belgique Jean-Francois Hémon - Michael Masuy - Michel Van Campenhout - Charles Weibel     |
| 45e     | 2010  | Izmir, Turquie                 | France Thierry Grandet - Henri Lacroix - Bruno Le Boursicaud - Philippe Suchaud                 | Madagascar David Randriamarohaja - Jean Marson Ratolojanahary - Tiana Laurens Razanadrakoto - Christian Andrianiaina        | Mauritanie Mamadou Abdallahi - Ibrahim Ivakou - Hamoud Ethmane - Sidi Abdallah et Espagne Roberto Carlos Lopez - David Sanchez - Javier Flores - Manuel H. Romero       |
| 46e     | 2012  | Marseille, France              | France Henri Lacroix - Bruno Le Boursicaud - Philippe Suchaud - Dylan Rocher                    | Thaïlande Thaloengkiat Phusa-Ad - Suksan Piachan - Sarawut Sriboonpeng - Supan Thongphoo                                    | Belgique Jean-Francois Hémon - André Lozano - Michel Van Campenhout - Charles Weibel et Italie Alessio Cocciolo - Fabio Dutto - Gianni Laigueglia - Diego Rizzi         |
| 47e     | 2016  | Antananarivo, Madagascar       | Madagascar Tita Razakarisoa - Christian Andrianiaina - Hery Razafimahatra - Lova Rakotondrazafy | Bénin Alain Latedjou - Ronald Bottre - Marcel Bio - Régis Simba                                                             | France Henri Lacroix - Bruno Le Boursicaud - Philippe Suchaud - Dylan Rocher et Belgique Charles Weibel - André Lozano - Logan Baton - Jérémy Pardoen                   |
| 48e     | 2018  | Desbiens, Canada               | France Henri Lacroix - Philippe Quintais - Philippe Suchaud - Dylan Rocher                      | Maroc Hodoyfa Bouchgour - Hicham Boulassal - Abdessamad El Mankari - Mohamed Ajouad                                         | Senegal François N'Diaye - Insa Seck - Boubacar Samoua - Hussein Dakhla Ilah et Tunisie Mohk Bougriba - Majdi Hammani - Sofien Ben Brahim - Samir Karoul                |
| 49e     | 2021  | Santa Susanna, Espagne         | France Dylan Rocher - Henri Lacroix - Philippe Suchaud - Philippe Quintais                      | Espagne Javier Cardenas Villaverde - Alejandro Cardenas Villaverde - José Luis Guasch Orozco - Jésus Escacho Alarcon        | Italie Diego Rizzi - Andréa Chiapello - Alessio Cocciolo - Florian Cometto et Finlande Tuukka Ylönen - Olli Sinnemaa - Marko Jakonen - Miko Lehti                       |
| 50e     | 2023  | Cotonou, Benin                 | Thaïlande Sarawut Sriboonpeng - Supan Thonghoo - Thanawan Toosewha - Ratchata Khamdee           | Espagne Juan Carlos Matta - José Luis Guasch Orozco - Jésus Escacho Alarcon - Sergi Rodriguez                               | France Stéphane Robineau - Christophe Sarrio - Dylan Rocher - Mickaël Bonetto et Burkina Faso Boureima Ouedraogo - Ousmane Ouedraogo - Mustapha Baguian - Nestor Zorome |
| 51e     | 2024  | Dijon, France                  | Italie Andréa Chiappelo - Alessio Cocciolo - Davide Lafore - Diego Rizzi                        | Madagascar Faratiana Rakotoniaina - Jean-Francois Rakotondrainibe - Faly Donald Andrianantenaina - Christian Andriantseheno | France Jean Feltain - Dylan Rocher - Henri Lacroix - Philippe Suchaud et Tunisie Mohamed Khaled Bougriba - Madji Hammami - Sofien Ben Brahim - Lassad May               |

Palmarès des équipes seniors masculines triplette
MaJ : Après le championnat du monde 2024
| Rang | Nation       | Or | Argent | Bronze | Total |
| ---- | ------------ | -- | ------ | ------ | ----- |
| 1    | France       | 29 | 9      | 24     | 62    |
| 2    | Italie       | 4  | 0      | 6      | 10    |
| 3    | Suisse       | 4  | 0      | 2      | 6     |
| 4    | Maroc        | 3  | 9      | 3      | 15    |
| 5    | Tunisie      | 3  | 7      | 6      | 16    |
| 6    | Belgique     | 2  | 6      | 8      | 16    |
| 7    | Madagascar   | 2  | 3      | 0      | 5     |
| 8    | Monaco       | 1  | 6      | 0      | 7     |
| 9    | Espagne      | 1  | 5      | 3      | 9     |
| 10   | Thaïlande    | 1  | 3      | 3      | 7     |
| 11   | Algérie      | 1  | 1      | 2      | 4     |
| 12   | Cambodge     | 0  | 0      | 1      | 1     |
| 12   | Sénégal      | 0  | 0      | 1      | 1     |
| 12   | Mauritanie   | 0  | 0      | 1      | 1     |
| 12   | Finlande     | 0  | 0      | 1      | 1     |
| 12   | Burkina Faso | 0  | 0      | 1      | 1     |

#### Doublettes
| Édition | Année | Lieu                 | Or                                      | Argent                                             | Bronze |
| ------- | ----- | -------------------- | --------------------------------------- | -------------------------------------------------- | --- |
| 1re     | 2017  | Gand, Belgique       | France Henri Lacroix - Philippe Suchaud | Thaïlande Sarawut Sriboonpeng - Thanakorn Sangkaew | Belgique Charles Weibel - Jean-François Hémon et Allemagne Moritz Rosik - Raphael Gharany                  |
| 2e      | 2019  | Almería, Espagne     | France Henri Lacroix - Philippe Suchaud | Italie Diego Rizzi - Alessio Cocciolo              | Côte d'Ivoire Assan Fabrice - Choaïb Maiga et Madagascar Fanomezantsoa Ramarimanana - Urbain Ramanantiaray |
| 3e      | 2022  | Karlslunde, Danemark | Italie Diego Rizzi - Alessio Cocciolo   | Suisse Maïky Molinas - Joseph Molinas              | Tunisie Mohamed Khaled Bourgruiba - Sofien Ben Brahim et Cambodge Chandara Puth Yon - Vakhim Pheap         |

#### Tir de précision
| Édition | Année | Lieu                           | Or                            | Argent                       | Bronze                                        |
| ------- | ----- | ------------------------------ | ----------------------------- | ---------------------------- | --------------------------------------------- |
| 1er     | 2000  | São Brás de Alportel, Portugal | Philippe Quintais             | Charles Weibel               | Naden Murthen                                 |
| 2e      | 2001  | Monaco, Monaco                 | Philippe Quintais             | François N'Diaye             | Charles Weibel Hicham Meqsoud                 |
| 3e      | 2002  | Grenoble, France               | Philippe Quintais             | Jean-Jacky Randrianandrasana | Charles Weibel Gabriel Vallese                |
| 4e      | 2003  | Genève, Suisse                 | Philippe Quintais             | Charles Weibel               | Adama Kouande Sergio Garcia                   |
| 5e      | 2004  | Grenoble, France               | Sami Atallah                  | Jean-Jacky Randrianandrasana | Gérard Agossa Thaleungkiat Phusa-Ad           |
| 6e      | 2005  | Bruxelles, Belgique            | Thaloengkiat Phusa-Ad         | Gérard Agossa                | Thomas Pouplot François N'Diaye               |
| 7e      | 2006  | Grenoble, France               | Thaloengkiat Phusa-Ad         | Nestor Guevara               | Gianni Laigueglia Sami Atallah                |
| 8e      | 2007  | Pattaya, Thaïlande             | Carlos Rakotoarivelo          | Pascal Milei                 | Abdessamad El Mankari Jean Manea              |
| 9e      | 2008  | Dakar, Sénégal                 | Abdessamad El Mankari         | François N'Diaye             | Pascal Milei Boureima Ouédraogo               |
| 10e     | 2010  | Izmir, Turquie                 | Bruno Le Boursicaud           | Jean Manea                   | Charles Weibel Roberto Carlos Lopez           |
| 11e     | 2012  | Marseille, France              | Bruno Le Boursicaud           | Adama Kouande                | Ahmad Temizi Sieng Vanna                      |
| 12e     | 2016  | Antananarivo, Madagascar       | Chan Mean Sok                 | Bruno Le Boursicaud          | Thanakorn Sangkaew Diego Rizzi                |
| 13e     | 2018  | Desbiens, Canada               | Dylan Rocher                  | Taratra Rakotoninosy         | Hicham Boulassal Diego Rizzi                  |
| 14e     | 2021  | Santa Susanna, Espagne         | Dylan Rocher                  | Diego Rizzi                  | Ibrahim Arslantas Jésus Escacho Alarcon       |
| 15e     | 2023  | Cotonou, Bénin                 | Dylan Rocher                  | Ratchata Khamdee             | Akolly Désiré Akollor Evrard Fretas Maboundou |
| 16e     | 2024  | Dijon, France                  | Jean-François Rakotondrainibe | Jésus Escacho Alarcon        | Laszlo Nagy Parvez Khodabaccus                |

Tableau des victoires par équipes tir de précision
MaJ : Après le championnats du monde 2024
| Rang | Nations    | Victoires |
| ---- | ---------- | --------- |
| 1    | France     | 9         |
| 2    | Thaïlande  | 2         |
| 2    | Madagascar | 2         |
| 4    | Maroc      | 1         |
| 4    | Tunisie    | 1         |

Tableau des victoires par joueur tir de précision
MaJ : Après le championnat du monde 2024
| Rang | Joueurs                       | Victoires |
| ---- | ----------------------------- | --------- |
| 1    | Philippe Quintais             | 4         |
| 2    | Dylan Rocher                  | 3         |
| 3    | Thaloengkiat Phusa-Ad         | 2         |
| 3    | Bruno Le Boursicaud           | 2         |
| 5    | Abdessamad El Mankari         | 1         |
| 5    | Carlos Rakotoarivelo          | 1         |
| 5    | Sami Atallah                  | 1         |
| 5    | Chan Mean Sok                 | 1         |
| 5    | Jean-François Rakotondrainibe | 1         |

Le 46e championnat du monde seniors a eu lieu à Marseille, en France du 4 au 7 octobre 2012, et la France a remporté la finale 13 à 3 face à la Thaïlande.
Le 11e championnats du monde de tir de précision a été remporté par Bruno Le Boursicaud (France) sur le score de 32 à 31 face à Adama Kouande (Côte d'Ivoire).
Le record du monde est détenu par le Français Christophe Sévilla qui le 3 juillet 2011 à Mâcon a réalisé 67 points. La meilleure performance de tous les temps reste en possession de Dylan Rocher avec 75 points en 2012 à l’Île Rousse en Corse mais elle n'a pas été homologuée par la fédération internationale.

#### Tête à tête (Individuel)
| Édition | Année | Lieu                 | Or                    | Argent        | Bronze                            |
| ------- | ----- | -------------------- | --------------------- | ------------- | --------------------------------- |
| 1er     | 2015  | Nice, France         | Charles Weibel        | Sami Atallah  | Diego Rizzi Abdessamad El Menkari |
| 2e      | 2017  | Gand, Belgique       | Henri Lacroix         | Diego Rizzi   | Charles Weibel Khaled Bougriba    |
| 3e      | 2019  | Almería, Espagne     | Maïky Molinas         | Henri Lacroix | Franck Millo Thanakorn Sangkaew   |
| 4e      | 2022  | Karlslunde, Danemark | Jésus Escacho Alarcon | Diego Rizzi   | Maïky Molinas André Lozano        |

### Seniors féminines
- 8 fois Thaïlande : 1988, 1990, 2004, 2006, 2009, 2013, 2019, 2021
- 5 fois Espagne : 1996, 1998, 2002, 2008, 2015
- 3 fois France : 1992, 1994, 2017
- 1 fois Belgique : 2000
- 1 fois Tunisie : 2011

Les 16e championnats mondiaux féminins ont eu lieu à Kaihua, Chine en 2017 et la France a remporté la médaille d'or.
Les 17e championnats mondiaux féminins ont eu lieu à Phnom Penh au Cambodge en 2019 et la Thaïlande a remporté la médaille d'or.
Palmarès féminin, tir de précision :
- 5 fois Cambodge : 2013, 2015, 2017, 2019 (Leng Ke), 2021
- 3 fois France : 2006, 2008, 2009 (Angélique Colombet)
- 1 fois Espagne : 2002
- 1 fois Madagascar : 2011
- 1 fois Thaïlande : 2004

Le 9e championnats du monde de tir de précision a eu lieu à Kaihua, Chine en 2017 et a été remporté par la Cambodgienne Leng Ke pour la troisième fois consécutivement.
Le 10e championnats du monde de tir de précision a eu lieu à Phnom Penh au Cambodge en 2019. La Cambodgienne Leng Ke l'a remporté pour la quatrième fois d'affilée, qui plus est à domicile. Une première dans l'histoire de la pétanque féminine.

#### Triplettes
| Édition | Année | Lieu                   | Or                                                                                                 | Argent | Bronze |
| ------- | ----- | ---------------------- | -------------------------------------------------------------------------------------------------- | --- | --- |
| 1er     | 1988  | Palma, Espagne         | Thaïlande 2 Meesab Pairat - Somjitprasert Varaporn - Thongsri Thamakord                            | Suède Christel Eriksson - Lotta Larsson - Maria Davidsson                                                                                          | Canada Lyne Morin - Marie-Paule Saint-Louis - Charlotte Bernard |
| 2e      | 1990  | Bangkok, Thaïlande     | Thaïlande 2 Meesab Pairat - Somjitprasert Varaporn - Thongsri Thamakord                            | France Aline Dole - Sylvette Innocenti - Ranya Kouadri                                                                                             | Thaïlande Viva Jarudacha - Wongden Somsakul - Valie Tanachaisittikul |
| 3e      | 1992  | Lausanne, Suisse       | France Ranya Kouadri - Aline Dole - Marie-Christine Virebayre                                      | Thaïlande 2 Meesab Pairat - Somjitprasert Varaporn - Thongsri Thamakord                                                                            | Thaïlande Boonyom Chansong - Thongkam Peangree - Pheatchabat Tossapong |
| 4e      | 1994  | Luxembourg, Luxembourg | France Nathalie Gelin - Sylvette Innocenti - Michèle Moulin                                        | Canada Charlotte Bernard - Sonia Coulomb - ? | Madagascar Hantarivah Randrianasoa - Annie-R Rakotonniaina - Francine Randriantenaina |
| 5e      | 1996  | Pori, Finlande         | Espagne Jéronima Ballesta - Catalina Mayol - Maria Mar Paterna - Inès Rosario                      | France Nathalie Gelin - Sylvette Innocenti - Michèle Moulin - Christine Saunier                                                                    | Madagascar Volana Rajaona - Simone Ranorosoa - Bella Randiransolo - Minotiana Ravoja |
| 6e      | 1998  | Stockholm, Suède       | Espagne Jéronima Ballesta - Catalina Mayol - Rosario Pastor - Inès Rosario                         | France Aline Dole - Ranya Kouadri - Angélique Colombet - Peggy Milei                                                                               | Belgique Nancy Barzin - Fabienne Berdoyes - Linda Goblet - Claude Herin |
| 7e      | 2000  | Hyères, France         | Belgique Nancy Barzin - Fabienne Berdoyes - Linda Goblet - Henriette Odenna                        | Danemark Sonja Polsen - Susanne Kramer - Lene Kaaberbel - Tine Hansen                                                                              | Espagne Maria-José Diaz - Yolanda Matarranz - Maria-José Perès - Marisa Ruiz |
| 8e      | 2002  | La Tuque, Canada       | Espagne Jéronima Ballesta - Maria-José Diaz - Yolanda Matarranz - Maria Perès                      | Thaïlande Noknoi Youngcham - Mammad Waraporn - Thongsri Thamakord - Yanin Lertwisetkaew                                                            | Maroc Asmaa Bernoussi - Latifa Ouaba - Ouissai Khoubane - Hajar Fahmi |
| 9e      | 2004  | Maspalomas, Espagne    | Thaïlande Noknoi Youngcham - Phantipha Wongchuvej - Thongsri Thamakord - Boonyoum Kamsawaung       | Allemagne Laura Eble - Annick Hess - Gudrun Deterding - Daniela Thelem                                                                             | Israël Gali Shriki - Esther Rachmoni - Margalit Ossi - Sivan Siri et Suisse Corinne Althaus - Precscilia Mufale - Ludivine Maitre - Nathalie Poget-Rizzadi                                |
| 10e     | 2006  | Grenoble, France       | Thaïlande Noknoi Youngcham - Phantipha Wongchuvej - Thongsri Thamakord - Boonyoum Kamsawaung       | Tunisie Mouna Beji - Monia Sahal - Nadia Ben Abdessalem - Saoussen Belaid                                                                          | France Ranya Kouadri - Florence Schopp - Angélique Colombet - Marie-Christine Virebayre et Suède Lotta Larsson - Emma Kohalmi - Matilda Bostrom - Jessica Johansson                       |
| 11e     | 2008  | Samsun, Turquie        | Espagne Jéronima Ballesta - Inès Rosario - Yolanda Matarranz - Silvia Garces                       | Thaïlande Chuamung Sujittra - Janjira Hansuwan - Kannika Limwanich - Suphannee Wongsut                                                             | France Ranya Kouadri - Florence Schopp - Angélique Colombet - Marie-Christine Virebayre et Thaïlande 2 Noknoi Youngcham - Phantipha Wongchuvej - Thongsri Thamakord - Boonyoum KamsAwaung |
| 12e     | 2009  | Suphanburi, Thaïlande  | Thaïlande Thongsri Thamakord - Phantipha Wongchuvej - Suphannee Wongsut - Sasithon Jaichun         | France Anna Maillard - Audrey Bandiera - Angélique Colombet - Marie-Christine Virebayre                                                            | Espagne Jeronima Ballesta - Yolanda Matarranz - Silvia Garces - Inès Rosario et Vietnam Thị Thuy Diem Phan - Thị Anh Hong Phan - Thị Truc Mai Nguyen - Thị Thi Nguyen                     |
| 13e     | 2011  | Kemer, Turquie         | Tunisie Mouna Beji - Monia Sahal - Nadia Ben Abdessalem - Saoussen Belaid                          | Thaïlande Thongsri Thamakord - Phantipha Wongchuvej - Suphannee Wongsut - Sasithon Jaichun                                                         | France Ludivine d'Isidoro - Anna Maillard - Angélique Colombet - Marie-Christine Virebayre et Espagne Lizon Ines - Yolanda Matarranz - Silvia Garces - Inès Rosario                       |
| 14e     | 2013  | Montauban, France      | Thaïlande Thongsri Thamakord - Phantipha Wongchuvej - Aumpawan Suwannaphruk - Nantawan Fueangsanit | France 2 Ludivine d'Isidoro - Anna Maillard - Angélique Colombet - Marie-Christine Virebayre                                                       | Cambodge Leng Ke - Chantrea Oum - Sreymom Ouk - Sreya Un et Canada Manon Joyal - Marielle Rodrigue - Monique Daigle - Maryse Bergeron                                                     |
| 15e     | 2015  | Bangkok, Thaïlande     | Espagne Inès Rosario - Yolanda Matarranz - Mélanie Homar Mayol - Aurelia Blazquez                  | Thaïlande Thongsri Thamakord - Phantipha Wongchuvej - Nantawan Fueangsanit - Aumpawan Suwannaphruk                                                 | Thaïlande 2 Sunitra Phuangyoo - Nattaya Yoothong - Uraiwan Hiranwong - Sawitree Chaisena et Vietnam Phong Phan Thanh - Phuoc Vu Le Hong - Duy Khang - Xuan Vo Tan                         |
| 16e     | 2017  | Kaihua, Chine          | France Anna Maillard - Angélique Colombet - Charlotte Darodes - Caroline Bourriaud                 | Madagascar Hanta Francine Randriambahiny (alias « Cicine ») - Mirana Razafinakanga - Hasina Malalaharison - Lalatiana Nirinniaina (alias « Tita ») | Italie Valentina Petulicchio - Vanessa Romeo - Jessica Rattenni - Serena Sacco et Cambodge Leng Ke - Sreymom Ouk - Sreya Un - Sorakhim Sreng                                              |
| 17e     | 2019  | Phnom Penh, Cambodge   | Thaïlande Thongsri Thamakord - Phantipha Wongchuvej - Nantawan Fueangsanit - Aumpawan Suwannaphruk | Laos Bilivak Thepphakan - Chan Vongsavatch - Souliya Manivanh - Khoun Souksavat                                                                    | France Anna Maillard - Audrey Bandiera - Sandrine Herlem - Daisy Frigara et Cambodge Leng Ke - Sreymom Ouk - Sreya Un - Sovanna Keo                                                       |
| 18e     | 2021  | Santa Susanna, Espagne | Thaïlande Thongsri Thamakord - Phantipha Wongchuvej - Nantawan Fueangsanit - Aumpawan Suwannaphruk | France Cindy Peyrot - Emma Picard - Charlotte Darodes - Anna Maillard                                                                              | Thaïlande 2 Phuangyoo Sunitra - Dararat Wanwipa - Kallaya Cheerawan - Chiaochan Lalita et Tunisie Mouna Beji - Asma Belli - Ahlem Sassi - Ahlem Hadji Hassen                              |

#### Doublettes
| Édition | Année | Lieu             | Or                                                    | Argent                                    | Bronze                                                                                       |
| ------- | ----- | ---------------- | ----------------------------------------------------- | ----------------------------------------- | -------------------------------------------------------------------------------------------- |
| 1re     | 2017  | Gand, Belgique   | Thaïlande Phantipha Wongchuvej - Nantawan Fueangsanit | Belgique Camille Max - Nancy Barzin       | France Angélique Colombet - Audrey Bandiera et Espagne Inès Rosario - Melani Homar           |
| 2e      | 2019  | Almería, Espagne | Thaïlande Phantipha Wongchuvej - Nantawan Fueangsanit | Suède Jessica Johansson - Matilda Boström | France Angélique Colombet - Charlotte Darodes et Canada Maryse Bergeron - Kassandra Dufresne |

#### Tir de précision
| Édition | Année | Lieu                   | Or                            | Argent               | Bronze                                   |
| ------- | ----- | ---------------------- | ----------------------------- | -------------------- | ---------------------------------------- |
| 1er     | 2002  | La Tuque, Canada       | Yolanda Matarranz             | Eva Carlson          | Maryse Bergeron Cynthia Quennehen        |
| 2e      | 2004  | Maspalomas, Espagne    | Thongsri Thamakord            | Maryse Bergeron      | Inès Rosario Margalit Ossi               |
| 3e      | 2006  | Grenoble, France       | Angélique Colombet            | Thongsri Thamakord   | Vanessa Webb Karin Rudolfs               |
| 4e      | 2008  | Samsun, Turquie        | Angélique Colombet            | Karin Rudolfs        | Thongsri Thamakord Mouna Beji            |
| 5e      | 2009  | Suphanburi, Thaïlande  | Angélique Colombet            | Inès Rosario         | Maryse Bergeron Phantipha Wongchuvej     |
| 6e      | 2011  | Kemer, Turquie         | Hanta Francine Randriambahiny | Maryse Bergeron      | Angélique Colombet Sarah Huntley         |
| 7e      | 2013  | Montauban, France      | Leng Ke                       | Mouna Beji           | Josepha Randriamandrisoa Muriel Hess     |
| 8e      | 2015  | Bangkok, Thaïlande     | Leng Ke                       | Mouna Beji           | Josepha Randriamandrisoa Audrey Bandiera |
| 9e      | 2017  | Kaihua, Chine          | Leng Ke                       | Phantipha Wongchuvej | Luzia Beil Hilal Captulu                 |
| 10e     | 2019  | Phnom Penh, Cambodge   | Leng Ke                       | Bilivak Thepphakan   | Yan Jing Wang Cherry Thet Khin           |
| 11e     | 2021  | Santa Susanna, Espagne | Sreymom Ouk                   | Thongsri Thamakord   | Emma Picard Ranu Hommiam                 |

#### Tête à tête (Individuel)
| Édition | Année | Lieu             | Or                | Argent               | Bronze                               |
| ------- | ----- | ---------------- | ----------------- | -------------------- | ------------------------------------ |
| 1er     | 2015  | Nice, France     | Yolanda Matarranz | Nantawan Fueangsanit | Jessica Johansson Camille Max        |
| 2e      | 2017  | Gand, Belgique   | Sreymom Ouk       | Mouna Beji           | Audrey Bandiera Phantipha Wongchuvej |
| 3e      | 2019  | Almería, Espagne | Charlotte Darodes | Phantipha Wongchuvej | Mouna Beji Jessica Meskens           |

### Mixte
| Édition | Année | Lieu             | Or                                                   | Argent                                       | Bronze                                                                                            |
| ------- | ----- | ---------------- | ---------------------------------------------------- | -------------------------------------------- | ------------------------------------------------------------------------------------------------- |
| 1re     | 2017  | Gand, Belgique   | Tunisie Majdi Hammami - Asma Belli                   | Cambodge Bora Nhem - Sorakhim Sreng          | Malaisie Syed Akmal Fikri - Nur Thahira Tasnim et Canada Jean Michel Derlincourt - Sonia Coulombe |
| 2e      | 2019  | Almería, Espagne | Thaïlande Sarawut Sriboonpeng - Nantawan Fueangsanit | France Philippe Suchaud - Angélique Colombet | Belgique Joël Marchandise - Nancy Barzin et Monaco Eric Motté - Anne Della Pietra                 |

### Juniors
Palmarès juniors :
- 8 fois France : 1987, 1989, 1999, 2005, 2007, 2015, 2019, 2021
- 3 fois Belgique : 1991, 1993, 2001
- 2 fois Espagne : 1995, 1997
- 2 fois Thaïlande : 2011, 2013
- 2 fois Madagascar : 2003, 2017
- 1 fois Italie : 2009

Les 16e championnats mondiaux jeunes ont eu lieu à Kaihua, Chine en 2017 et Madagascar a décroché la médaille d'or.
Les 17e championnats mondiaux jeunes ont eu lieu à Phnom Penh au Cambodge en 2019 et la France a remporté la médaille d'or.
Palmarès jeunes, tir de précision :
- 4 fois Thaïlande : 2007, 2009, 2013, 2019
- 2 fois France : 2005, 2017
- 2 fois Madagascar : 2015, 2021
- 1 fois Danemark : 2001
- 1 fois Belgique : 2003
- 1 fois Italie : 2011

Le 9e championnat du monde de tir de précision a eu lieu à Kaihua, Chine en 2017 et a été remporté par le Français Théo Balliere.
Le 10e championnat du monde de tir de précision a eu lieu à Phnom Penh au Cambodge en 2019 et a été remporté par le Thaïlandais Rinkeaw Peempod.
Le 11e championnat du monde de tir de précision a eu lieu au Pakistan dans la ville de Hyderâbâd en 2021 et a été remporté avec brio par l'étoile montante de cette discipline: Jolan Munoz.

#### Triplettes
| Édition | Année | Lieu                     | Or | Argent | Bronze |
| ------- | ----- | ------------------------ | --- | --- | --- |
| 1re     | 1987  | Hasselt, Belgique        | France Fabrice Kelle - Laurent Remiatte - Christophe Bonin - Christophe Marchand                                      | Algérie Rachid Belaid - Yassine Selhaoui - Yazid Triaki - Zinedine Bechenoune                                                | Tunisie Soufiane Landoulsi - Adel Mouine - Moëz Hammani - Sami Hemdani |
| 2e      | 1989  | Tunis, Tunisie           | France Franck Ferrazola - Maryan Barthelemy - Armand Dumanois - Dominique Roig-Pons                                   | Belgique Joël Marchandise - Jean-François Hemon - Olivier Bavay - Eric Lagneaux                                              | Madagascar Jean-Claude Rasendrarivo - Jean-Christian Rakotoniriva - Alain-François Andrianarivelo                                                                           |
| 3e      | 1991  | Malmo, Suède             | Belgique William Vanderbiest - Laurent Mommens - Laurent Labye - Eric Lagneaux                                        | Thaïlande Parinya Punnapirom - Sirichai Sirinam - Somkuan Tangsri - Master Ball Kaew-Incha                                   | Algérie ? - ? |
| 4e      | 1993  | Casablanca, Maroc        | Belgique Vincent Vanwetswinkel - Frédéric Constant - Cédric Mourdre - William Vanderbiest                             | Allemagne Tobias Jackel - Marco Margrander - Andréa Mahnert - Michael Friese                                                 | Thaïlande Tiva Jantarangkul - Kitti Sapsat - Jeeradet Kantiwanit |
| 5e      | 1995  | Saragosse, Espagne       | Espagne 2 Fransisco Amoros - Joaquín Romero - Eduardo Reina - Javier Rodriguez                                        | Espagne Daniel Cañamares - Borja Delgado - Joaquín Medina - Manuel Fernandez                                                 | Suède Kristoffer Eriksson - Petrus Berggren - Björn Ivarsson - Bo-Göran Jacobsson                                                                                           |
| 6e      | 1997  | Genève, Suisse           | Espagne Ruben Martinez - Raul Lao - Joaquín Medina - David Corrales                                                   | Thaïlande Vinit Jarupanichkul - Pravet Panya - Samran Ketnak - Pongsak Sapyen                                                | Tunisie H. Mezzi - A. Brinus - H. Chelly - M. Souai |
| 7e      | 1999  | Phuket, Thaïlande        | France Ludovic Labrue - Alexandre Ruffo - Romain Scultore - Nicolas Taviand                                           | Suisse Marc Tessari - Michael Salamin - Gary Von Bergen - Guillen Dayer                                                      | Finlande Tero Haapanen - Aleksi Leskinen - Tuomas Leskinen - Kimmo Rantanen                                                                                                 |
| 8e      | 2001  | Lons-le-Saunier, France  | Belgique Jérémy Pardoen - Julien Goblet - Reenat Borre - Robin Henderyckz                                             | Suède Tony Van Houten - Jimmy Van Houten - Edward Karp - Patrik Noren                                                        | Espagne Antonio Cifuentes - Sergio Heredia - Sergio Fernandez - Javier Hidalgo                                                                                              |
| 9e      | 2003  | Brno, République Tchèque | Madagascar Sitraka Andriamampiadana - Lahatra Randriamanantany - Zoël-Tonitsihoarana Alhenj - Mahefa Andriamampiadana | Algérie Sofiane Boukhobza - Mohamed Talha - Mohamed Merezi                                                                   | Espagne Jesús Perez - Rubén Gonzales - Sergio Munoz - Javier Hidalgo |
| 10e     | 2005  | Longueuil, Canada        | France Kévin Malbec - Tony Perret - Dylan Rocher - Angy Savin                                                         | Espagne Oscar Alberola - Abel Fernandez - Julian Sergio Munoz - José Fernando Perez                                          | Estonie Margus Berkmann - Sten Olmre - Rainer Vaga - ? et Tunisie Aminie Ayarie - Achraf Ben Khalifa - Sadok Ezzi - Taieb Larbi                                             |
| 11e     | 2007  | Suwa, Japon              | France Mathias Camacaris - Dylan Rocher - Angy Savin - Logan Clere                                                    | Espagne Lorenzo Mendez - Juan Carlos Sogorb - Christian Medina - Juan Amer                                                   | Italie Diego Rizzi - Alessio Farina - Alessandro Parola - Mattia Chiapello et Polynésie française ? - ?                                                                     |
| 12e     | 2009  | Monastir, Tunisie        | Italie Alessandro Basso - Alessio Farine - Diego Rizzi - Gianluca Rattenni                                            | France Vianney Moureaux-Fontan - Kenny Champigneuil - Jérémy Sans - Gaëtan Blazczak                                          | Espagne Pedro Garcia - Juan Carlos Sogorb - Javier Caballero - Francisco Bernabé et Maroc Soufiane Belahsen - Benhmidouch - Souabni - El Berdichi                           |
| 13e     | 2011  | Kemer, Turquie           | Thaïlande Naret Aiangetuen - Sutima Taleepuech - Kiatkong Tanong - Tanyawadee Tiplay                                  | Allemagne Striegel - Anania - Strokosch - Leibelt                                                                            | France Julien Renault - Pierrick Caillot - Maxime Drouillet - Logan Amourette et Tunisie Oussama Mohseni - Jamil Ben Khalil - Mohamed Amine Chaabane - Hichem Bourguiba     |
| 14e     | 2013  | Montauban, France        | Thaïlande 2 Thanakorn Sangkaew - Tanyawadee Tiplay - Sutima Taleepuech - Nonthawat Sommun                             | Madagascar Fabrice Radofason - Dyno Razafimanantsoa - Judicaël Ratianarison - Fitahiana Randrianatoandro                     | France 2 Dylan Djoukitch - Joe Ziegler - Guillaume Magier - Corentin Larivère et Thaïlande Nipat Kanadnid - Titiphong Pasaom - Waranya Homchuen - Kanlayanee Lachiaangkhong |
| 15e     | 2015  | Bangkok, Thaïlande       | France Vincent Azevedo - Dylan Djoukitch - David Doerr - Joseph Molinas                                               | Madagascar Dino Razafimahatratra - Judicaël Ratianarison - Nosoavina Rakotamavo - Daniel Rakotondraibe                       | Thaïlande ? - ? et Laos ? - ? |
| 16e     | 2017  | Kaihua, Chine            | Madagascar Fitahiana Andriamanda - Fifaliana Tendry - Jean-François Rakotodrainibe - Anjarasoa Ravohitrarivo          | France Théo Ballière - Maxime Charrier - Jérémy Gelin - Adrien Delahaye                                                      | France 2 Axel Belloy - Dawson Dubois - Benoit Monros - Marius Baloge et Belgique Tristan Alexandre - Marvyn Andries - Charly Ghyssels - Nicky Kockx                         |
| 17e     | 2019  | Phnom Penh, Cambodge     | France Joe Casale - Flavien Sauvage - Jacques Dubois - Jordan Scholl                                                  | Laos Latphakdy Phim - Phanthaly Pino - Vannachon Sisom - Homsombath South                                                    | Thaïlande Peempod Rinkeaw - Piya Saartaiam - Vudti Semsayan - Ratchata Khamdee et Espagne Ismael Vazquez - José Rivero - Raul Tabera - Raul Martinez                        |
| 18e     | 2021  | Santa Susanna, Espagne   | France 2 Jordan Bonnaure - Maxime Fleurieau - Andssy Hut - Dorian Lauga Lauret                                        | Madagascar Hasina Manampisoa Rajerisoa - Hery Mampandry Rakotomalala - Herizo Mahandry Rakotomalala - Faneva Ramandraitsiory | France Bastien Hyvon - Titouan Olivier - Dawson Miclo - Nathan Boutard et Pays-Bas Elise Nuijten - Kim Van Gellekom - Michelle de Blij - Luca Kok                           |

- En Italique : Féminine

#### Tir de précision
| Édition | Année | Lieu                     | Or                             | Argent              | Bronze                              |
| ------- | ----- | ------------------------ | ------------------------------ | ------------------- | ----------------------------------- |
| 1er     | 2001  | Lons-le-Saunier, France  | Johnni Chortzen                | Jérémy Pardoen      | Sergio Fernandez                    |
| 2e      | 2003  | Brno, République Tchèque | Cédric Roquet                  | Simon Salto         | Heithem Sellami Jędrzej Ślitż       |
| 3e      | 2005  | Longueuil, Canada        | Kévin Malbec (record : 62 pts) | Oscar Alberola      | Julien Chardon Fabrizio Bottero     |
| 4e      | 2007  | Suwa, Japon              | Sarayoot Kaewpudpong           | Lorenzo Mendez      | Dylan Rocher Jessica Johansson      |
| 5e      | 2009  | Monastir, Tunisie        | Sarayoot Kaewpudpong           | Dylan Alexandre     | Diego Rizzi Mahefa Randrianarison   |
| 6e      | 2011  | Kemer, Turquie           | Diego Rizzi                    | Logan Baton         | Manuel Strokosch Cheng Zhi Ming     |
| 7e      | 2013  | Montauban, France        | Thanakorn Sangkaew             | Miguel Trujilo      | Guillaume Magier Ahmet Musa         |
| 8e      | 2015  | Bangkok, Thaïlande       | Judicaël Ratianarison          | Temur Kurbanov      | José Rivière Titiphom Pasong        |
| 9e      | 2017  | Kaihua, Chine            | Théo Ballière                  | Hicham Boulassal    | Kanasak Doninchai Tristan Alexandre |
| 10e     | 2019  | Phnom Penh, Cambodge     | Peempod Rinkeaw                | Jean-Philippe Buche | Joe Casale Iarotia Rakotoarivelina  |
| 11e     | 2021  | Santa Susanna, Espagne   | Faneva Ramandraitsiory         | Blazey Twardowski   | Dawson Miclo Yvan Escacho Alarcon   |

- En Italique : Féminine

### Palmarès des équipes toutes épreuves confondues
Ce tableau dresse le palmarès des médailles des épreuves seniors masculines, seniors féminines, mixtes, juniors et tir de précision

La France présentant plusieurs équipes, contrairement aux autres pays. Palmarès après 2021 :
| Rang | Nation              | Or | Argent | Bronze | Total |
| ---- | ------------------- | -- | ------ | ------ | ----- |
| 1    | France              | 57 | 21     | 42     | 120   |
| 2    | Thaïlande           | 20 | 16     | 20     | 56    |
| 3    | Espagne             | 10 | 11     | 17     | 38    |
| 4    | Belgique            | 8  | 13     | 20     | 41    |
| 5    | Madagascar          | 8  | 10     | 9      | 27    |
| 6    | Cambodge            | 7  | 2      | 5      | 14    |
| 7    | Tunisie             | 6  | 12     | 14     | 32    |
| 8    | Italie              | 5  | 4      | 14     | 23    |
| 9    | Suisse              | 5  | 1      | 3      | 9     |
| 10   | Maroc               | 4  | 10     | 9      | 23    |
| 11   | Monaco              | 1  | 7      | 3      | 11    |
| 12   | Algérie             | 1  | 3      | 3      | 7     |
| 13   | Danemark            | 1  | 1      | 0      | 2     |
| 14   | Suède               | 0  | 4      | 3      | 7     |
| 14   | Allemagne           | 0  | 4      | 3      | 7     |
| 16   | Canada              | 0  | 3      | 7      | 10    |
| 17   | Laos                | 0  | 3      | 1      | 4     |
| 18   | Sénégal             | 0  | 2      | 2      | 4     |
| 19   | Bénin               | 0  | 2      | 1      | 3     |
| 20   | Polynésie française | 0  | 1      | 2      | 3     |
| 20   | Pays-Bas            | 0  | 1      | 2      | 3     |
| 22   | Pologne             | 0  | 1      | 1      | 2     |
| 23   | Argentine           | 0  | 1      | 0      | 1     |
| 24   | Israël              | 0  | 0      | 2      | 2     |
| 24   | Finlande            | 0  | 0      | 2      | 2     |
| 26   | Burkina Faso        | 0  | 0      | 1      | 1     |
| 26   | Angleterre          | 0  | 0      | 1      | 1     |
| 26   | Côte d'Ivoire       | 0  | 0      | 1      | 1     |
| 26   | Estonie             | 0  | 0      | 1      | 1     |
| 26   | Royaume-Uni         | 0  | 0      | 1      | 1     |
| 26   | Luxembourg          | 0  | 0      | 1      | 1     |
| 26   | Mauritanie          | 0  | 0      | 1      | 1     |
| 26   | Singapour           | 0  | 0      | 1      | 1     |
| 26   | Viêt Nam            | 0  | 0      | 1      | 1     |
| 26   | Malaisie            | 0  | 0      | 1      | 1     |
| 26   | Turquie             | 0  | 0      | 1      | 1     |

Sources : http://fipjp.com/fr/championnats-du-monde

## Organisations
La Fédération internationale de pétanque et de jeu provençal se compose de membres élus par l'assemblée générale du 4 octobre 2012 à Marseille:
- Président, Claude Azéma (France)

Le siège social de la Fédération française de pétanque et de jeu provençal (FIPJP) se trouve à Marseille.
La FIPJP fait partie de la Fédération mondiale de boules et de pétanque (FMBP), qui regroupe les disciplines suivantes : La pétanque et jeu provençal, la lyonnaise, la rafle.